# دهستان مارتنا
دهستان مارتنا (به لاتین: Martna Parish) یک دهستان در استونی است که در شهرستان لنه واقع شده‌است.

## خصوصیات
دهستان مارتنا ۲۶۹ کیلومترمربع مساحت و ۹۹۶ نفر جمعیت دارد.